# Пшехуд (Люблінське воєводство)
Пшехуд (пол. Przechód) — село в Польщі, у гміні Соснувка Більського повіту Люблінського воєводства. Населення — 163 особи (2011).

## Історія
За даними етнографічної експедиції 1869—1870 років під керівництвом Павла Чубинського, у селі проживали лише греко-католики, які розмовляли українською мовою.
У 1975—1998 роках село належало до Білопідляського воєводства.

## Демографія
Демографічна структура станом на 31 березня 2011 року:
|          | Загалом | Допрацездатний вік | Працездатний вік | Постпрацездатний вік |
| -------- | ------- | ------------------ | ---------------- | -------------------- |
| Чоловіки | 81      | 16                 | 46               | 19                   |
| Жінки    | 82      | 12                 | 32               | 38                   |
| Разом    | 163     | 28                 | 78               | 57                   |